# Chlorogomphus albomarginatus
Chlorogomphus albomarginatus – gatunek ważki z rodziny Chlorogomphidae.